# Марк Атій Бальб
Марк Атій Бальб (лат. Marcus Atius Balbus), (105 до н. е. — 52 до н. е.), претор 62 до н. е., намісник  Сардинії в ранзі пропретора, двоюрідний брат  Помпея Великого, зять  Юлія Цезаря, дід імператора Августа.

## Походження і сім'я
Народився в плебейській родині  Марка Атія Бальба Старшого і його дружини,  Помпеї, тітки  Помпея Великого. Атії походили з міста Аріція (суч. Аричча, Італія), розташованого в 25 кілометрах південніше Риму. Марк Атій Бальб Старший належав до сенаторського стану. Когномен «Бальб» в перекладі з латини означає «заїка».
Помпея походила з багатої плебейської родини Помпеїв, вихідців з Піцена, що належали до стану вершників. Помпей Страбон, брат Помпеї і батько Помпея Великого, був першим з Помпеїв, хто перейшов у сенаторський стан і став консулом в 89 до н. е..
Приблизно в 82 до н. е. Марк Атій одружився з Юлією Цезаріс Молодшою, сестрою Юлія Цезаря. Цей шлюб був дуже вигідний для вихідця зі скромного роду Атіїв, оскільки він поріднився з однією з самих знатних римських родин.
У пари було троє дочок, одна з яких, Атія Бальба Цезонія, вийшла заміж за  Гая Октавія і стала матір'ю Октавіана.

## Життєпис
Обраний претором в 62 до н. е. Після претури керував провінцією Сардинія в чині пропретора. У 59 до н. е. разом з Помпеєм Великим увійшов до комісії вігінтвірів з розподілу землі між ветеранами Помпея за законом Юлія про поділ маєтків в  Кампанії.
Згадується Цицероном в листі до  Помпонія Аттика, де він описує вислів Помпея на адресу Бальба: «... людина, яка взагалі нічого не означає ».